# 胜木隼人
胜木隼人（日语：／ Katsuki Hayato，1990年11月28日—），日本男子田径运动员，2018年世界竞走团体锦标赛男子50公里竞走银牌得主和男子50公里竞走团体金牌得主、2018年亚洲运动会男子50公里竞走金牌得主。